# Dave Clark (baseball)
Pour les articles homonymes, voir Dave Clark et Clark.
David Earl Clark (né le 3 septembre 1962 à Tupelo, Mississippi, États-Unis) est un ancien joueur des Ligues majeures de baseball et l'ancien manager des Astros de Houston. Il est présentement l'instructeur au premier but des Astros.

## Carrière

### Joueur
Dave Clark est un choix de première ronde des Indians de Cleveland en 1983. Il entreprend sa carrière dans les majeures avec cette équipe en septembre 1986 et joue pour les Indians jusqu'à la conclusion de la saison 1989.
Il s'est par la suite aligné avec les Cubs de Chicago (1990), les Royals de Kansas City (1991), les Pirates de Pittsburgh (1992-1996), les Dodgers de Los Angeles (1996), les Cubs de Chicago à nouveau (1997) et les Astros de Houston (1998).
En 905 parties dans les majeures, il a frappé 518 coups sûrs dont 62 circuits, pour une moyenne au bâton de ,264. Il totalise 284 points produits. Clark évoluait à la position de voltigeur.

### Manager
Le 21 septembre 2009, Dave Clark a quitté ses fonctions d'instructeur au troisième but chez les Astros de Houston pour accepter le poste de manager de l'équipe. Il a occupé le poste par intérim à la fin de la saison de baseball 2009 après le congédiement de Cecil Cooper. Les Astros n'ont remporté que 4 parties sur 13 sous sa gouverne. Réintégré dans ses fonctions d'instructeur de troisième but de 2010 à 2012, il passe instructeur de premier but en 2013.